# Riesgo relativo
En estadística aplicada al análisis de datos en epidemiología y otras ciencias fácticas, el riesgo relativo es el cociente entre el riesgo en el grupo con el factor de exposición o factor de riesgo y el riesgo en el grupo de referencia, que no tiene el factor de exposición. Es un concepto estadístico utilizado como medida de asociación entre la variable dependiente y la variable independiente.
El mejor estudio para calcular el riesgo relativo en ciencias de la salud son los estudios prospectivos, como el estudio de cohortes y el ensayo clínico, donde de la población se extraen dos muestras sin enfermedad o en las que no haya sucedido el evento: una expuesta al factor de riesgo y otra sin tal exposición. De cada muestra se calcula incidencia acumulada de expuestos y se calcula su cociente.
RR= incidencia acumulada en expuestos/incidencia acumulada en no expuestos
|              | Enfermos | Sanos | Total |
| Expuestos    | a        | b     | a+b   |
| No expuestos | c        | d     | c+d   |
| Total        | a+c      | b+d   | N     |

El riesgo relativo sería {\displaystyle RR={\frac {a/(a+b)}{c/(c+d)}}}

## Características del riesgo relativo
- El RR es una medida relativa del efecto porque indica cuánto más veces tiende a desarrollar el evento en el grupo de sujetos expuestos al factor de exposición o factor de riesgo en relación con el grupo no expuesto.
- El RR no tiene dimensiones. El RR es una razón.
- El rango de su valor oscila entre 0 e infinito.
- Identifica la magnitud o fuerza de la asociación, lo que permite comparar la frecuencia con que ocurre el evento entre los que tienen el factor de riesgo y los que no lo tienen.
- El RR=1 indica que no hay asociación entre la presencia del factor de riesgo y el evento.
- El RR>1 indica que existe asociación positiva, es decir, que la presencia del factor de riesgo se asocia a una mayor frecuencia de suceder el evento. Mientras mayor es el riesgo relativo más fuerte es la prueba de una relación causal. Sin embargo, la sola medida de un riesgo relativo alto no prueba causalidad. Para probar causalidad se requieren otros criterios como los de Bradford Hill, los Postulados de Koch, los criterios de Rothman o los de Evans, entre otros.
- El RR<1 indica que existe una asociación negativa, es decir, que no existe factor de riesgo, que lo que existe es un factor protector.
- El RR no puede utilizarse en los estudios de casos y controles o retrospectivos ya que no es posible calcular las tasas de incidencia. En estos casos se utilizará la razón de momios (odds ratio en inglés).
- El concepto de RR es más difícil de interpretar que el de riesgo absoluto, y hay que tener en cuenta que cuando se habla de enfermedades, un RR alto en una enfermedad rara no implica que el riesgo absoluto sea alto.
- Interpretar el RR es importante, por ejemplo, un RR de 40 quiere decir que los expuestos tienen 40 veces más probabilidad que los no expuestos de desarrollar la enfermedad o ser un caso.